# Иславин, Михаил Владимирович
Михаи́л Влади́мирович Исла́вин (1864—1942) — русский государственный деятель, последний новгородский губернатор.

## Биография
Происходил из потомственных дворян Тверской губернии; родился 15 мая 1864 года — сын члена совета министра земледелия и государственных имуществ Владимира Александровича Иславина. Младший брат Лев (1866—1934) — дипломат.
Окончил Императорское училище правоведения IX-м классом (1886), поступил на службу в Министерство юстиции. Занимал должности столоначальника, помощника обер-секретаря 2-го департамента Сената, товарищем прокурора Новгородского окружного Суда (1899—1900). С 1898 года состоял членом Тверского губернского земского управления. В 1900 году был причислен к Министерству внутренних дел.
Чины: статский советник (до 1901), действительный статский советник (1906), тайный советник (1914).
Занимал посты Уральского (1901—1902) и Вологодского (1902—1905) вице-губернатора, управляющего Земским отделом МВД (1905 — после 1908), Новгородского губернатора (1913—1917).
После революции эмигрировал во Францию. Состоял членом правления Общества бывших воспитанников Императорского училища правоведения и Союза ревнителей памяти Императора Николая II (1937). Был старостой Свято-Никольской церкви при Русском доме Сент-Женевьев-де-Буа.
Скончался 21 августа 1942 года в Русском доме Сент-Женевьев-де-Буа. Похоронен на местном кладбище.

## Награды
- Орден Святой Анны 3-й степени (1894);
- Орден Святого Станислава 2-й степени (1899);
- Орден Святой Анны 2-й степени (1904);
- Орден Святого Владимира 3-й степени (1909);
- Орден Святого Станислава 1-й степени (1911);
- Орден Святой Анны 1-й степени (1916).
- Медаль «В память царствования императора Александра III»;
- Медаль «За труды по первой всеобщей переписи населения» (1897);
- Медаль «В память 300-летия царствования дома Романовых»;
- Медаль «За труды по отличному выполнению всеобщей мобилизации 1914 г.».

## Семья
Был женат. Дети:
- Владимир (1894—1977), выпускник Училища правоведения (1914), в Первую мировую войну — прапорщик лейб-гвардии 1-го Мортирного артиллерийского дивизиона[2]. После революции, стал работником Московский Жилищный Трест (Мосжилтрест)[3].
- Варвара (1895—1978), замужем за Сергеем Эйлером, сыном сенатора Александра Александровича Эйлера[4].
- Марфа (1907—1992)
- Мария (1909—1972), замужем за священником Григорием Свечиным[5]